# 3. etape af PostNord Danmark Rundt 2021
3. etape af PostNord Danmark Rundt 2021 var en kuperet etape som blev kørt den 12. august 2021. Den startede i Tønder og betegnes som løbets “kongeetape”, da den blev afsluttet med flere rundstrækninger og opstigninger på den berømte Kiddesvej i centrum af Vejle. Rytterne skulle efter bestigningen af Kiddesvej fra nord mod syd, dreje til højre ad Foran Møllen, og så til venstre ad Koldingvej inden målstregen dukkede op. Der var i alt 1760 højdemeter.
Den 21 år gamle belgiske rytter Remco Evenepoel fra Deceuninck-Quick Step kom alene i mål, med et forspring på 1.29 minut til Tosh Van der Sande (Lotto-Soudal) på andenpladsen. Evenepoel overtog samtidig løbets lyseblå førertrøje.

## Resultater

### Etaperesultat
| \| Etaperesultat \| Etaperesultat \| Etaperesultat \| Etaperesultat \| Etaperesultat \| \| Rytter \| Rytter \| Hold \| Tid \| \| \| ------------- \| --------------------- \| ------------------------- \| ------------- \| ------------- \| \| 1. \| Remco Evenepoel \| Deceuninck-Quick Step \| 4t 54' 44" \| \| \| 2. \| Tosh Van der Sande \| Lotto-Soudal \| + 1' 29" \| \| \| 3. \| Nick van der Lijke \| Riwal Cycling Team \| + 1' 32" \| \| \| 4. \| Mike Teunissen \| Jumbo-Visma \| + 1' 32" \| \| \| 5. \| Mads Pedersen \| Trek-Segafredo \| + 1' 41" \| \| \| 6. \| Anthon Charmig \| Uno-X Pro Cycling Team \| + 1' 54" \| \| \| 7. \| Mattias Skjelmose \| Trek-Segafredo \| + 3' 21" \| \| \| 8. \| Milan Menten \| Bingoal Pauwels Sauces WB \| + 3' 21" \| \| \| 9. \| Mads Rahbek \| BHS-PL Beton Bornholm \| + 3' 23" \| \| \| 10. \| Jeppe Aaskov Pallesen \| ColoQuick \| + 3' 23" \| \| |                       |                           |            |
| |                       |                           |            |
| Kilde: ProCyclingStats |                       |                           |            |
| Etaperesultat |                       |                           |            |
| Rytter | Rytter                | Hold                      | Tid        |
| 1. | Remco Evenepoel       | Deceuninck-Quick Step     | 4t 54' 44" |
| 2. | Tosh Van der Sande    | Lotto-Soudal              | + 1' 29"   |
| 3. | Nick van der Lijke    | Riwal Cycling Team        | + 1' 32"   |
| 4. | Mike Teunissen        | Jumbo-Visma               | + 1' 32"   |
| 5. | Mads Pedersen         | Trek-Segafredo            | + 1' 41"   |
| 6. | Anthon Charmig        | Uno-X Pro Cycling Team    | + 1' 54"   |
| 7. | Mattias Skjelmose     | Trek-Segafredo            | + 3' 21"   |
| 8. | Milan Menten          | Bingoal Pauwels Sauces WB | + 3' 21"   |
| 9. | Mads Rahbek           | BHS-PL Beton Bornholm     | + 3' 23"   |
| 10. | Jeppe Aaskov Pallesen | ColoQuick                 | + 3' 23"   |

### Klassement efter etapen
| \| Samlede stilling \| Samlede stilling \| Samlede stilling \| Samlede stilling \| Samlede stilling \| \| Rytter \| Rytter \| Hold \| Tid \| \| \| ---------------- \| ------------------ \| ------------------------- \| ---------------- \| ---------------- \| \| 1. \| Remco Evenepoel \| Deceuninck-Quick Step \| 12t 44' 14" \| \| \| 2. \| Tosh Van der Sande \| Lotto-Soudal \| + 1' 33" \| \| \| 3. \| Mads Pedersen \| Trek-Segafredo \| + 1' 36" \| \| \| 4. \| Nick van der Lijke \| Riwal Cycling Team \| + 1' 38" \| \| \| 5. \| Mike Teunissen \| Jumbo-Visma \| + 1' 40" \| \| \| 6. \| Anthon Charmig \| Uno-X Pro Cycling Team \| + 2' 04" \| \| \| 7. \| Milan Menten \| Bingoal Pauwels Sauces WB \| + 3' 31" \| \| \| 8. \| Mattias Skjelmose \| Trek-Segafredo \| + 3' 31" \| \| \| 9. \| Rasmus Tiller \| Uno-X Pro Cycling Team \| + 3' 33" \| \| \| 10. \| Lucas Eriksson \| Riwal Cycling Team \| + 3' 33" \| \| |                    |                           |             |
| |                    |                           |             |
| Kilde: ProCyclingStats |                    |                           |             |
| Samlede stilling |                    |                           |             |
| Rytter | Rytter             | Hold                      | Tid         |
| 1. | Remco Evenepoel    | Deceuninck-Quick Step     | 12t 44' 14" |
| 2. | Tosh Van der Sande | Lotto-Soudal              | + 1' 33"    |
| 3. | Mads Pedersen      | Trek-Segafredo            | + 1' 36"    |
| 4. | Nick van der Lijke | Riwal Cycling Team        | + 1' 38"    |
| 5. | Mike Teunissen     | Jumbo-Visma               | + 1' 40"    |
| 6. | Anthon Charmig     | Uno-X Pro Cycling Team    | + 2' 04"    |
| 7. | Milan Menten       | Bingoal Pauwels Sauces WB | + 3' 31"    |
| 8. | Mattias Skjelmose  | Trek-Segafredo            | + 3' 31"    |
| 9. | Rasmus Tiller      | Uno-X Pro Cycling Team    | + 3' 33"    |
| 10. | Lucas Eriksson     | Riwal Cycling Team        | + 3' 33"    |

#### Pointkonkurrencen
| Pointkonkurrence | Pointkonkurrence   | Pointkonkurrence          | Pointkonkurrence | Pointkonkurrence |
| Rytter           | Rytter             | Hold                      | Point            |                  |
| ---------------- | ------------------ | ------------------------- | ---------------- | ---------------- |
| 1.               | Mads Pedersen      | Trek-Segafredo            | 37 point         |                  |
| 2.               | Dylan Groenewegen  | Jumbo-Visma               | 25 point         |                  |
| 3.               | Giacomo Nizzolo    | Qhubeka NextHash          | 23 point         |                  |
| 4.               | Tosh Van der Sande | Lotto-Soudal              | 21 point         |                  |
| 5.               | Mike Teunissen     | Jumbo-Visma               | 19 point         |                  |
| 6.               | Remco Evenepoel    | Deceuninck-Quick Step     | 15 point         |                  |
| 7.               | Arvid de Kleijn    | Rally Cycling             | 15 point         |                  |
| 8.               | Norbert Banaszek   | HRE Mazowsze Serce Polski | 13 point         |                  |
| 9.               | Jannik Steimle     | Deceuninck-Quick Step     | 12 point         |                  |
| 10.              | Mark Cavendish     | Deceuninck-Quick Step     | 12 point         |                  |

#### Bakkekonkurrencen
| Bjergkonkurrence | Bjergkonkurrence       | Bjergkonkurrence          | Bjergkonkurrence | Bjergkonkurrence |
| Rytter           | Rytter                 | Hold                      | Point            |                  |
| ---------------- | ---------------------- | ------------------------- | ---------------- | ---------------- |
| 1.               | Rasmus Bøgh Wallin     | Danmark                   | 40 point         |                  |
| 2.               | Frederik Irgens Jensen | BHS-PL Beton Bornholm     | 32 point         |                  |
| 3.               | Emil Toudal            | BHS-PL Beton Bornholm     | 20 point         |                  |
| 4.               | Jannik Steimle         | Deceuninck-Quick Step     | 16 point         |                  |
| 5.               | Julien Bernard         | Trek-Segafredo            | 12 point         |                  |
| 6.               | Jesper Hansen          | Riwal Cycling Team        | 12 point         |                  |
| 7.               | Daniel Stampe          | Danmark                   | 12 point         |                  |
| 8.               | Jakub Kaczmarek        | HRE Mazowsze Serce Polski | 12 point         |                  |
| 9.               | Aaron Van Poucke       | Sport Vlaanderen-Baloise  | 8 point          |                  |
| 10.              | Lucas Eriksson         | Riwal Cycling Team        | 4 point          |                  |

#### Bedste unge rytter
| Ungdomskonkurrence | Ungdomskonkurrence      | Ungdomskonkurrence       | Ungdomskonkurrence | Ungdomskonkurrence |
| Rytter             | Rytter                  | Hold                     | Tid                |                    |
| ------------------ | ----------------------- | ------------------------ | ------------------ | ------------------ |
| 1.                 | Remco Evenepoel         | Deceuninck-Quick Step    | 12t 44' 14"        |                    |
| 2.                 | Mattias Skjelmose       | Trek-Segafredo           | + 3' 31"           |                    |
| 3.                 | Rick Pluimers           | Jumbo-Visma              | + 9' 33"           |                    |
| 4.                 | Kasper Andersen         | ColoQuick                | + 13' 34"          |                    |
| 5.                 | Antonio Puppio          | Qhubeka NextHash         | + 13' 38"          |                    |
| 6.                 | Sébastien Grignard      | Lotto-Soudal             | + 13' 41"          |                    |
| 7.                 | Tim van Dijke           | Jumbo-Visma              | + 15' 11"          |                    |
| 8.                 | Rasmus Søjberg Pedersen | Danmark                  | + 15' 17"          |                    |
| 9.                 | Simon Bak               | Danmark                  | + 15' 42"          |                    |
| 10.                | Mathias Larsen          | Restaurant Suri-Carl Ras | + 16' 05"          |                    |

#### Holdkonkurrencen
| Holdkonkurrence | Holdkonkurrence       | Holdkonkurrence | Holdkonkurrence |
| Hold            | Hold                  | Tid             |                 |
| --------------- | --------------------- | --------------- | --------------- |
| 1.              | Trek-Segafredo        |                 |                 |
| 2.              | Deceuninck-Quick Step |                 |                 |
| 3.              | Riwal                 |                 |                 |